# Championnat de France de football de deuxième division 1945-1946
Navigation
Édition précédente Édition suivante
Le Championnat de France de football D2 1945-1946 constitue la reprise du championnat de 2e division, qui a été interrompu par la seconde guerre mondiale. Il se déroule sous la forme d’une division de deux groupes de 14 équipes (Sud et Nord). Quatre clubs vont être promus en Division 1 qui passera pour sa part de dix-huit à vingt clubs. Cette formule ne sera pas reprise pour le championnat l’année suivante, et il y aura le retour à un championnat avec une poule unique.
Le FC Nancy est champion du groupe Nord et le SO Montpellier termine premier du groupe Sud. Le Stade français FC et le Toulouse FC accèdent en première division en tant que dauphins dans leurs groupes respectifs. Le FC Mulhouse 1893 et l’ESA Brive, derniers de leurs groupes, sont pour leur part relégués en division régionale amateur. 
À noter également qu'il n'y a pas de titre décerné cette saison-là (pas de finale entre les vainqueurs de groupe).

## Clubs participants

### Informations
| \| Club \| En D2 depuis \| Classement 1938-1939 \| Entraîneur \| Stade \| Capacité \| \| --------------------- \| ------------ \| -------------------- \| ----------------- \| ------------------------------- \| -------- \| \| FC Nancy \| 1935 \| 3e \| René Dedieu \| Parc des Sports du Pont d'Essey \| \| \| SR Colmar \| 1937 \| 5e \| Frédéric Schuller \| Stade des Francs \| \| \| FC Mulhouse 1893 \| 1937 \| 7e \| / Joseph Remay \| Stade de l'Ill \| \| \| US Valenciennes-Anzin \| 1938 \| 12e \| Charles Demeillez \| Stade Nungesser \| \| \| CA Paris \| 1936 \| 13e \| Jean Laurent \| \| \| \| AS Troyes-Savinienne \| 1935 \| 18e \| Charles Nicolas \| Stade de l'Aube \| \| \| AS des Charentes \| 1945 \| 1er (DH) \| Robert Lacoste \| Stade Camille-Lebon \| \| \| Angers SCO \| 1945 \| 3e (PH) \| Georges Meuris \| Stade Bessonneau \| \| \| RCFC Besançon \| 1945 \| \| Lucien Laurent \| Stade Léo-Lagrange \| \| \| SA Douai \| 1945 \| \| Pierre Parmentier \| Stade Demeny \| \| \| US Le Mans \| 1945 \| \| Mony Braustein \| Stade Léon-Bollée \| \| \| Stade français FC \| 1945 \| \| / Helenio Herrera \| \| \| \| Amiens AC \| 1945 \| \| Kaj Andrup \| Stade Moulonguet \| \| \| FC Nantes \| 1945 \| -[Note 1] \| / Aimé Nuic \| Stade Malakoff \| \| | Légende - Relégué de Division 1 1938-1939 - Promu des Ligues régionales |                      |                   |                                 |          |
| Club | En D2 depuis                                                            | Classement 1938-1939 | Entraîneur        | Stade                           | Capacité |
| FC Nancy | 1935                                                                    | 3e                   | René Dedieu       | Parc des Sports du Pont d'Essey |          |
| SR Colmar | 1937                                                                    | 5e                   | Frédéric Schuller | Stade des Francs                |          |
| FC Mulhouse 1893 | 1937                                                                    | 7e                   | / Joseph Remay    | Stade de l'Ill                  |          |
| US Valenciennes-Anzin | 1938                                                                    | 12e                  | Charles Demeillez | Stade Nungesser                 |          |
| CA Paris | 1936                                                                    | 13e                  | Jean Laurent      |                                 |          |
| AS Troyes-Savinienne | 1935                                                                    | 18e                  | Charles Nicolas   | Stade de l'Aube                 |          |
| AS des Charentes | 1945                                                                    | 1er (DH)             | Robert Lacoste    | Stade Camille-Lebon             |          |
| Angers SCO | 1945                                                                    | 3e (PH)              | Georges Meuris    | Stade Bessonneau                |          |
| RCFC Besançon | 1945                                                                    |                      | Lucien Laurent    | Stade Léo-Lagrange              |          |
| SA Douai | 1945                                                                    |                      | Pierre Parmentier | Stade Demeny                    |          |
| US Le Mans | 1945                                                                    |                      | Mony Braustein    | Stade Léon-Bollée               |          |
| Stade français FC | 1945                                                                    |                      | / Helenio Herrera |                                 |          |
| Amiens AC | 1945                                                                    |                      | Kaj Andrup        | Stade Moulonguet                |          |
| FC Nantes | 1945                                                                    | -                    | / Aimé Nuic       | Stade Malakoff                  |          |

| \| Club \| En D2 depuis \| Classement 1938-1939 \| Entraîneur \| Stade \| Capacité \| \| --------------------------------- \| ------------ \| -------------------- \| ------------------- \| ----------------------------- \| -------- \| \| Olympique d'Antibes-Juan-les-Pins \| 1945 \| 15e (D1) \| Numa Andoire \| Stade du Fort Carré \| \| \| Toulouse FC \| 1937 \| 4e \| Henri Cammarata \| \| \| \| OGC Nice \| 1935 \| 8e \| Luis Valle \| Stade du Ray \| \| \| Nîmes Olympique \| 1937 \| 14e \| Louis Gabrillargues \| Stade Jean-Bouin \| \| \| SO Montpellier \| 1935 \| 17e \| Gabriel Bénézech \| \| \| \| Olympique alésien \| 1936 \| 19e \| Pierre Pibarot \| Stade de la Prairie \| \| \| AS Avignon \| 1945 \| \| Roger Cabanis \| \| \| \| AS Béziers \| 1945 \| \| Henry Grunbaun \| Parc des Sports de Sauclières \| \| \| ESA Brive-la-Gaillarde \| 1945 \| \| Charles Zehren \| Stade Le Clère \| \| \| Stade clermontois \| 1945 \| 5e (DH) \| \| \| \| \| FC Grenoble \| 1945 \| \| Jules Devaquez \| \| \| \| USA Perpignan \| 1945 \| \| Janin \| \| \| \| SC Toulon \| 1945 \| \| Charles Roviglione \| \| \| \| RC Vichy \| 1945 \| -[Note 2] \| Karel Hess \| \| \| | Légende - Relégué de Division 1 1938-1939 - Promu des Ligues régionales |                      |                     |                               |          |
| Club | En D2 depuis                                                            | Classement 1938-1939 | Entraîneur          | Stade                         | Capacité |
| Olympique d'Antibes-Juan-les-Pins | 1945                                                                    | 15e (D1)             | Numa Andoire        | Stade du Fort Carré           |          |
| Toulouse FC | 1937                                                                    | 4e                   | Henri Cammarata     |                               |          |
| OGC Nice | 1935                                                                    | 8e                   | Luis Valle          | Stade du Ray                  |          |
| Nîmes Olympique | 1937                                                                    | 14e                  | Louis Gabrillargues | Stade Jean-Bouin              |          |
| SO Montpellier | 1935                                                                    | 17e                  | Gabriel Bénézech    |                               |          |
| Olympique alésien | 1936                                                                    | 19e                  | Pierre Pibarot      | Stade de la Prairie           |          |
| AS Avignon | 1945                                                                    |                      | Roger Cabanis       |                               |          |
| AS Béziers | 1945                                                                    |                      | Henry Grunbaun      | Parc des Sports de Sauclières |          |
| ESA Brive-la-Gaillarde | 1945                                                                    |                      | Charles Zehren      | Stade Le Clère                |          |
| Stade clermontois | 1945                                                                    | 5e (DH)              |                     |                               |          |
| FC Grenoble | 1945                                                                    |                      | Jules Devaquez      |                               |          |
| USA Perpignan | 1945                                                                    |                      | Janin               |                               |          |
| SC Toulon | 1945                                                                    |                      | Charles Roviglione  |                               |          |
| RC Vichy | 1945                                                                    | -                    | Karel Hess          |                               |          |

### Localisation
| \| Amiens AC Angers SCO AS des Charentes RCFC Besançon SR Colmar SA Douai US Le Mans FC Mulhouse 1893 FC Nancy FC Nantes CA Paris Stade français FC AS Troyes-Savinienne US Valenciennes-Anzin \| Localisation des clubs engagés dans la poule Nord. |
| Amiens AC Angers SCO AS des Charentes RCFC Besançon SR Colmar SA Douai US Le Mans FC Mulhouse 1893 FC Nancy FC Nantes CA Paris Stade français FC AS Troyes-Savinienne US Valenciennes-Anzin                                                          |

| Amiens AC Angers SCO AS des Charentes RCFC Besançon SR Colmar SA Douai US Le Mans FC Mulhouse 1893 FC Nancy FC Nantes CA Paris Stade français FC AS Troyes-Savinienne US Valenciennes-Anzin |

| \| Olympique alésien Ol. d'Antibes AS Avignon AS Béziers ESA Brive-la-Gaillarde Stade clermontois FC Grenoble SO Montpellier OGC Nice Nîmes Olympique USA Perpignan SC Toulon Toulouse FC RC Vichy \| Localisation des clubs engagés dans la poule Sud. |
| Olympique alésien Ol. d'Antibes AS Avignon AS Béziers ESA Brive-la-Gaillarde Stade clermontois FC Grenoble SO Montpellier OGC Nice Nîmes Olympique USA Perpignan SC Toulon Toulouse FC RC Vichy                                                         |

| Olympique alésien Ol. d'Antibes AS Avignon AS Béziers ESA Brive-la-Gaillarde Stade clermontois FC Grenoble SO Montpellier OGC Nice Nîmes Olympique USA Perpignan SC Toulon Toulouse FC RC Vichy |

## Compétition

### Classement
| Rang | Équipe                | Pts | J  | G  | N | P  | Bp | Bc | Diff |
| ---- | --------------------- | --- | -- | -- | - | -- | -- | -- | ---- |
| 1    | FC Nancy              | 46  | 26 | 22 | 2 | 2  | 84 | 28 | +56  |
| 2    | Stade français FC P   | 40  | 26 | 18 | 4 | 4  | 64 | 31 | +33  |
| 3    | Angers SCO P          | 33  | 26 | 15 | 3 | 8  | 47 | 42 | +5   |
| 4    | AS des Charentes P    | 28  | 26 | 12 | 4 | 10 | 45 | 37 | +8   |
| 5    | FC Nantes P           | 26  | 26 | 11 | 4 | 11 | 47 | 43 | +4   |
| 6    | SR Colmar             | 26  | 26 | 10 | 6 | 10 | 51 | 51 | 0    |
| 7    | US Valenciennes-Anzin | 25  | 26 | 10 | 5 | 11 | 47 | 44 | +3   |
| 8    | CA Paris P            | 24  | 26 | 11 | 2 | 13 | 48 | 52 | -4   |
| 9    | RCFC Besançon P       | 23  | 26 | 10 | 3 | 13 | 47 | 52 | -5   |
| 10   | Amiens AC P           | 20  | 26 | 8  | 4 | 14 | 40 | 49 | -9   |
| 11   | US Le Mans P          | 19  | 26 | 7  | 5 | 14 | 35 | 47 | -12  |
| 12   | SA Douai P            | 19  | 26 | 7  | 5 | 14 | 39 | 64 | -25  |
| 13   | AS Troyes-Savinienne  | 19  | 26 | 6  | 7 | 13 | 35 | 61 | -26  |
| 14   | FC Mulhouse 1893      | 16  | 26 | 6  | 4 | 16 | 39 | 67 | -28  |

Promotions et relégations
- Montée en Division 1 1946-1947
- Rétrogradation administrative

Abréviations
- P : Promu des Ligue régionale de football 1938-1939
- R : Relégué de Division 1 1938-1939

Victoire à 2 points.
| Rang | Équipe                              | Pts | J  | G  | N | P  | Bp | Bc | Diff |
| ---- | ----------------------------------- | --- | -- | -- | - | -- | -- | -- | ---- |
| 1    | SO Montpellier                      | 42  | 26 | 20 | 2 | 4  | 64 | 21 | +43  |
| 2    | Toulouse FC                         | 42  | 26 | 19 | 4 | 3  | 88 | 32 | +56  |
| 3    | Olympique alésien                   | 35  | 26 | 14 | 7 | 5  | 60 | 35 | +25  |
| 4    | Nîmes Olympique                     | 34  | 26 | 17 | 0 | 9  | 69 | 46 | +23  |
| 5    | OGC Nice                            | 29  | 26 | 12 | 5 | 9  | 47 | 35 | +12  |
| 6    | Stade clermontois P                 | 28  | 26 | 11 | 6 | 9  | 52 | 45 | +7   |
| 7    | AS Avignon P                        | 27  | 26 | 11 | 5 | 10 | 62 | 45 | +17  |
| 8    | FC Grenoble P                       | 27  | 26 | 11 | 5 | 10 | 51 | 53 | -2   |
| 9    | Olympique d'Antibes-Juan-les-Pins R | 24  | 26 | 9  | 6 | 11 | 36 | 51 | -15  |
| 10   | SC Toulon P                         | 23  | 26 | 10 | 3 | 13 | 52 | 50 | +2   |
| 11   | USA Perpignan P                     | 21  | 26 | 9  | 3 | 14 | 40 | 62 | -22  |
| 12   | RC Vichy P                          | 19  | 26 | 8  | 3 | 15 | 56 | 76 | -20  |
| 13   | AS Béziers P                        | 8   | 26 | 2  | 4 | 20 | 17 | 87 | -70  |
| 14   | ESA Brive-la-Gaillarde P            | 6   | 26 | 0  | 6 | 20 | 21 | 77 | -56  |

Promotions et relégations
- Montée en Division 1 1946-1947
- Rétrogradation administrative

Abréviations
- P : Promu des Ligue régionale de football 1938-1939
- R : Relégué de Division 1 1938-1939

Victoire à 2 points.

## Bilan de la saison
À l’issue de ce championnat :
| Promotions et relégations | Promotions et relégations |
| ------------------------- | ------------------------- |
| Relégués en D2            | Lyon OU                   |
| Relégués en D2            | FC Sochaux-Montbéliard    |
| Promus en D1              | FC Nancy                  |
| Promus en D1              | Toulouse FC               |
| Promus en D1              | Stade français FC         |
| Promus en D1              | SO Montpellier            |
| Relégués en DH            | FC Mulhouse 1893          |
| Relégués en DH            | FC Grenoble               |
| Relégués en DH            | RC Vichy                  |
| Relégués en DH            | ESA Brive-la-Gaillarde    |
| Promus en D2              | Aucun                     |